# Межевая улица (Зеленогорск)
Межева́я у́лица — улица в городе Зеленогорске Курортного района Санкт-Петербурга. Проходит от Кривоносовской улицы до улицы Героев.
Первоначальное название — Rajakatu. Оно появилось в 1920-х годах и переводится с финского языка как Крайняя, Пограничная улица.
После войны улице дали наименование, русский аналог финского, — Межевая. Рядом есть также 1-й Межевой и 2-й Межевой переулки.

## Перекрёстки
- Кривоносовская улица
- 1-й Межевой переулок
- 2-й Межевой переулок
- Улица Героев